# فریبرگ، میسوری
فریبرگ (به انگلیسی: Freeburg) یک روستا (ایالات متحده آمریکا) در ایالات متحده آمریکا است که در شهرستان اوسیج، میزوری واقع شده‌است.
 فریبرگ ۲٫۱۶ کیلومتر مربع مساحت و ۴۳۷ نفر جمعیت دارد و ۲۷۵ متر بالاتر از سطح دریا واقع شده‌است.